# پسکا
پسکا (انگلیسی: Pesca) یک منطقه مسکونی در کشور کلمبیا است.